# Coupe de France de rugby à XIII 1996-1997
Navigation
Édition précédente Édition suivante
La Coupe de France de rugby à XIII 1997 est organisée durant la saison 1996-1997. La compétition à élimination directe met aux prises des clubs français. L'édition est remportée par le XIII Catalan.

## Tableau final
|  | Quarts de finale     | Quarts de finale          |               |         | Demi-finales         | Demi-finales         |  |  | Finale 23 mars 1997 | Finale 23 mars 1997 |
|  | Quarts de finale     | Quarts de finale          |               |         | Demi-finales         | Demi-finales         |  |  | Finale 23 mars 1997 | Finale 23 mars 1997 |
|  |                      |                           |               |         |                      |                      |  |  |                     |                     |
|  | Le 20 février 1997   | Le 20 février 1997        |               |         | Le 2 mars 1997 à Pia | Le 2 mars 1997 à Pia |  |  | à Carcassonne       | à Carcassonne       |
|  | Le 20 février 1997   | Le 20 février 1997        |               |         | Le 2 mars 1997 à Pia | Le 2 mars 1997 à Pia |  |  | à Carcassonne       | à Carcassonne       |
|  | XIII Catalan         | 12                        |               |         | Le 2 mars 1997 à Pia | Le 2 mars 1997 à Pia |  |  | à Carcassonne       | à Carcassonne       |
|  | XIII Catalan         | 12                        |               |         | Le 2 mars 1997 à Pia | Le 2 mars 1997 à Pia |  |  | à Carcassonne       | à Carcassonne       |
|  | RC Carpentras        | 6                         |               |         | Le 2 mars 1997 à Pia | Le 2 mars 1997 à Pia |  |  | à Carcassonne       | à Carcassonne       |
|  | RC Carpentras        | 6                         | XIII Catalan  | 38      |                      |                      |  |  | à Carcassonne       | à Carcassonne       |
|  | Le 20 février 1997   |                           | XIII Catalan  | 38      |                      |                      |  |  | à Carcassonne       | à Carcassonne       |
|  |                      | AS Saint-Estève           | 28            |         |                      |                      |  |  | à Carcassonne       | à Carcassonne       |
|  | AS Saint-Estève      | AS Saint-Estève           | 28            | 48      |                      |                      |  |  | à Carcassonne       | à Carcassonne       |
|  | AS Saint-Estève      |                           |               | 48      |                      |                      |  |  | à Carcassonne       | à Carcassonne       |
|  | Pia XIII             | 16                        |               |         |                      |                      |  |  | à Carcassonne       | à Carcassonne       |
|  | Pia XIII             | 16                        | XIII Catalan  | 25 a.p. |                      |                      |  |  |                     |                     |
|  | Le 20 février 1997   |                           | XIII Catalan  | 25 a.p. |                      |                      |  |  |                     |                     |
|  |                      | XIII Limouxin             | 24            |         |                      |                      |  |  |                     |                     |
|  | XIII Limouxin        | XIII Limouxin             | 24            | 38      |                      |                      |  |  |                     |                     |
|  | XIII Limouxin        | Le 2 mars 1997 à Lézignan |               | 38      |                      |                      |  |  |                     |                     |
|  | US Lyon-Villeurbanne | 24                        |               |         |                      |                      |  |  |                     |                     |
|  | US Lyon-Villeurbanne | 24                        | XIII Limouxin | 50      |                      |                      |  |  |                     |                     |
|  | Le 20 février 1997   |                           | XIII Limouxin | 50      |                      |                      |  |  |                     |                     |
|  |                      | AS Carcassonne            | 12            |         |                      |                      |  |  |                     |                     |
|  | AS Carcassonne       | AS Carcassonne            | 12            | 27 a.p. |                      |                      |  |  |                     |                     |
|  | AS Carcassonne       |                           |               | 27 a.p. |                      |                      |  |  |                     |                     |
|  | FC Lézignan          | 13                        |               |         |                      |                      |  |  |                     |                     |
|  | FC Lézignan          | 13                        |               |         |                      |                      |  |  |                     |                     |

## Finale - 23 mars 1997
(mt : 14 - 10)
Points marqués :
- XIII Catalan : 3 essais de Dauré (12e), Bomati (21e) et Castebany (105e) ; 3 transformations de Foulquier (12e, 21e et 105e) ; 3 pénalités de Foulquier (8e, 58e et 61e) ; 1 drop de Téna (109e).
- Limoux : 4 essais de Liava'a (1re), Cervello (27e), Elias (52e) et Frayssinous (94e) ; 2 transformations d'Albérola (27e et 94e) ; 2 pénalités d'Albérola (47e et 70e).

Évolution du score : 0-4, 2-4, 8-4, 14-4, 14-10 (m.t.), 14-12, 14-16, 16-16, 18-16, 18-18 (f.d.m.), 18-24, 24-24, 25-24 
Arbitre : M. Thierry Alibert
- Homme du match : Pascal Jampy

Spectateurs : 8 000
Composition des équipes :
- XIII Catalan : Miloud Berrabah - Stéphane Bonnet, Alan Lio, Didier Foulquier, Ludovic Dauré - Pascal Bomati (o), Paquito Cordoba (m) - Taï Pepere, Stéphane Téna, Didier Cabestany, Lionel David, Laurent Cambres, Pascal Jampy - Francis Gomez, Bernard Llong, Xavier Clara, Anthony Edwards - Entraîneur : Jean-Christophe Vergeynst
- Limoux : Benoît Bourrel - Jérôme Alonso, Patrick Albérola, Laurent Frayssinous, Arnaud Cervello - Frédéric Bourrel (o), Vincent Banet (m) - Frédéric Teixido, Olivier Rougé, Hadj Boudebza, John Elias, Tea Liava’a, Daniel Divet - Christophe Rossel, Jean-Luc Delarose, David Gagliazzo, Adolphe Alésina - Entraîneur : Daniel Sokolow